# Tritenii de Jos
Tritenii de Jos (veraltet Tritul de Jos oder Tritiul de Jos; ungarisch Alsódetrehem oder Detrehem) ist eine Gemeinde im Kreis Cluj in der Region Siebenbürgen in Rumänien.